# Meenaguse/Ardbane Bog SAC
Meenaguse/Ardbane Bog SAC este o arie protejată (arie specială de conservare — SAC, sit de importanță comunitară — SCI) din Irlanda întinsă pe o suprafață de 664,42 ha, integral pe uscat.

## Localizare
Centrul sitului Meenaguse/Ardbane Bog SAC este situat la coordonatele 54°43′39″N 8°09′23″W / 54.727567°N 8.156332°V.

## Înființare
Situl Meenaguse/Ardbane Bog SAC a fost declarat sit de importanță comunitară în noiembrie 1997 pentru a proteja 1 specie de animale. Situl a fost protejat și ca arie specială de conservare în august 2021.

## Biodiversitate
Situată în ecoregiunea atlantică, aria protejată conține 1 habitat natural: Turbării de acoperire (* exclusiv pentru turbării active).
La baza desemnării sitului se află o specie protejată de  păsări: Anser albifrons flavirostris.